# Van H. Manning

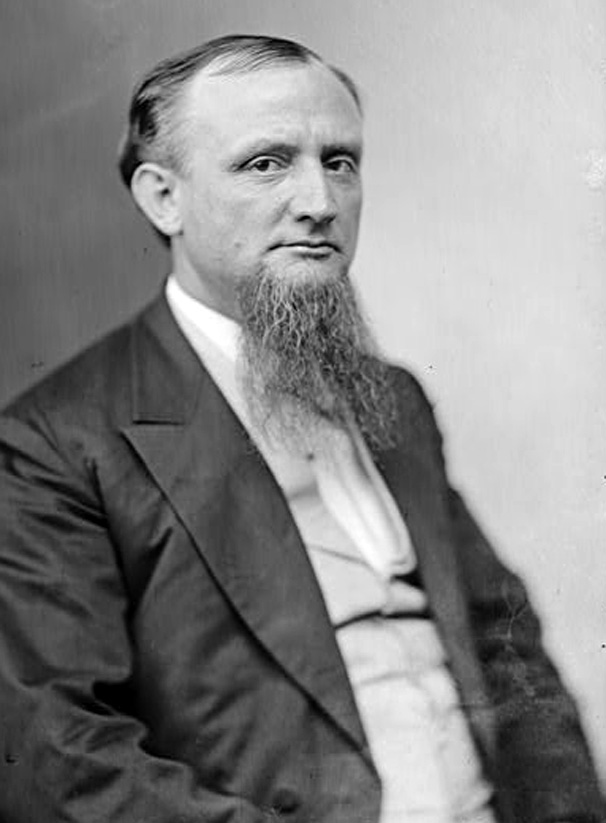
Van H. Manning

Vannoy Hartrog „Van“ Manning (* 26. Juli 1839 bei Raleigh, North Carolina; † 3. November 1892 in Branchville, Maryland) war ein US-amerikanischer Politiker. Zwischen 1877 und 1883 vertrat er den zweiten Wahlbezirk des Bundesstaates Mississippi im US-Repräsentantenhaus.

## Werdegang
Manning kam schon im Jahr 1841 mit seinen Eltern nach Mississippi. Er besuchte die Horn Lake Male Academy im DeSoto County und danach die University of Nashville in Tennessee. Im Jahr 1860 zog Manning nach Arkansas. Nach einem Jurastudium und seiner 1861 erfolgten Zulassung als Rechtsanwalt begann er in Hamburg (Arkansas) in seinem neuen Beruf zu arbeiten. Während des Bürgerkrieges brachte er es in der Armee der Konföderierten Staaten bis zum Colonel in einer Infanterieeinheit aus Arkansas.
Nach dem Krieg arbeitete Manning als Rechtsanwalt in Holly Springs (Mississippi). Er wurde Mitglied der Demokratischen Partei. 1876 wurde er als deren Kandidat im zweiten Distrikt von Mississippi in das US-Repräsentantenhaus in Washington, D.C. gewählt, wo er am 4. März 1877 die Nachfolge von Guilford Wiley Wells antrat. Nach zwei Wiederwahlen konnte Manning bis zum 3. März 1883 insgesamt drei Legislaturperioden im Kongress absolvieren. Manning gewann auch die Wahlen des Jahres 1884, dieses Mal im neugeschaffenen siebten Wahlbezirk. Diese Wahlen wurden aber erfolgreich von James Ronald Chalmers angefochten, der damit eine weitere Amtszeit Mannings im Kongress verhinderte.
Nach dem Ende seiner politischen Tätigkeit in Washington arbeitete Manning als Rechtsanwalt in der Bundeshauptstadt. Er starb im November 1892 in Branchville und wurde in Washington beigesetzt.